# Kleinkotzenreuth
Kleinkotzenreuth ist ein Weiler der Stadt Eschenbach in der Oberpfalz im oberpfälzischen Landkreis Neustadt an der Waldnaab in Bayern.

## Lage
Der Weiler Kleinkotzenreuth liegt rund einen Kilometer westlich des Hauptortes Eschenbach. Am nördlichen Ortsrand verläuft die Bundesstraße 470. Unweit nordwestlich erstreckt sich der Große Rußweiher und nordöstlich der Kleine Rußweiher.

## Geschichte
Eine erste Erwähnung des Ortes findet sich 1280, damals geschrieben als Kotzinriut. 1865 gehörte der Ort zur Gemeinde Stegenthumbach im Landgerichtsbezirk und Bezirksamt Eschenbach. 1840 wurde der Ort noch als Dorf geführt. Heute befindet sich nördlicher der Ortslage ein Campingplatz.

## Belege
1. ↑  Verhandlungen des Historischen Vereins für Oberpfalz und Regensburg : VHVO. 23 = N.F., Bd. 15. 1865 23 | bavarikon. Abgerufen am 8. Mai 2024.
2. ↑  Geographisch-statistisches Orts- und Post-Lexicon für Oberpfalz und Regensburg | bavarikon. S. 59 (67), abgerufen am 8. Mai 2024.
3. ↑  Adreß-Handbuch für den Regierungs-Bezirk der Oberpfalz und von Regensburg im Königreiche Bayern | bavarikon. Abgerufen am 8. Mai 2024.